# Lonchaea iberica
Lonchaea iberica är en tvåvingeart som beskrevs av Macgowan 2000. Lonchaea iberica ingår i släktet Lonchaea och familjen stjärtflugor.
Artens utbredningsområde är Spanien. Inga underarter finns listade i Catalogue of Life.